# I HATE YOU -EP-
『I HATE YOU -EP-』（アイ・ヘイト・ユー・イーピー）は、日本のシンガーソングライター・加藤ミリヤ1枚目のミニ・アルバム。2018年3月21日にSony Music Records内のレーベルMASTERSIX FOUNDATIONから発売された。

## 概要
加藤ミリヤ、フィジカルとしては初となるミニアルバム。また2か月後には、10枚目のオリジナルアルバム『Femme Fatale』が発売された。今作からは「I HATE YOU」と「顔も見たくない feat.JP THE WAVY」「Don't Let Me Down」の3曲が収録されている。なお、ミニ・アルバムのリリースとしては、2014年にデジタル規格として発売された『M's X'Mas EP』以来となる。
表題曲「I HATE YOU」のトラックプロデュースは“the Sknow”という素性・経歴・国籍不明の新人が担当。そのほか、日本のアンダーグラウンド・クラブシーンを代表するトラックメイカーの一人で、海外でもその才能に注目が集まっているSeihoや、KOHHの楽曲トラックメイク・バックDJとして名を馳せるRIKI、YEN TOWNの中心人物でもあるDJ/ビートメーカーのChaki Zuluが楽曲のトラックプロデューサーとして参加。更に、昨年のHIP-HOPシーンで一番のバイラルとなった「Cho Wavy De Gomenne」でお馴染みJP THE WAVYとのコラボレーション楽曲も収録され、JP THE WAVYが参加する楽曲も多く手掛けるJIGGがトラックメイクを担った。バラエティ豊かで、アンダーグラウンド/メジャーフィールドの垣根を超えた様々な才能と交わりながら、今まで以上に強烈に“加藤ミリヤ”の個性とその歌の強さが発揮される作品となる。
初回生産限定盤と通常盤の2タイプで発売された。初回生産限定盤には「I HATE YOU」のミュージックビデオが収録したDVDが付属されている。

## 収録曲
- 作詞・作曲：Miliyah

### DISC1:CD (全形態共通)
1. I HATE YOU (3:04)
track producer : the Sknow
2. 顔も見たくない feat.JP THE WAVY (3:21)
track producer : JIGG
3. 二人の関係 (3:28)
track producer : Seiho
4. Interlude -the world- (0:27)
5. 世界 (3:13)
track producer : RIKI
6. Don’t Let Me Down (4:13)
track producer : Chaki Zulu

### DISC2:DVD【初回生産限定盤のみ】
| #  | タイトル                     | 作詞 | 作曲・編曲 | 監督                   |
| -- | ---------------------------- | ---- | ---------- | ---------------------- |
| 1. | 「I HATE YOU (Music Video)」 |      |            | Directed by PERIMETRON |